# Шеффілд (Іллінойс)
Шеффілд (англ. Sheffield) — селище (англ. village) в США, в окрузі Бюро штату Іллінойс. Населення — 821 особа (2020).

## Географія
Шеффілд розташований за координатами 41°21′26″ пн. ш. 89°44′14″ зх. д. / 41.35722° пн. ш. 89.73722° зх. д. (41.357170, -89.737192).  За даними Бюро перепису населення США в 2010 році селище мало площу 1,84 км², уся площа — суходіл.

## Демографія
Згідно з переписом 2010 року, у селищі мешкало 926 осіб у 376 домогосподарствах у складі 249 родин. Густота населення становила 503 особи/км².  Було 419 помешкань (228/км²).
Расовий склад населення:
| - 98,4 % — білих - 0,3 % — чорних або афроамериканців - 0,1 % — корінних американців - 0,1 % — азіатів |

До двох чи більше рас належало 0,9 %. Частка іспаномовних становила 2,4 % від усіх жителів.
За віковим діапазоном населення розподілялося таким чином: 24,1 % — особи молодші 18 років, 57,2 % — особи у віці 18—64 років, 18,7 % — особи у віці 65 років та старші. Медіана віку мешканця становила 39,9 року. На 100 осіб жіночої статі у селищі припадало 100,4 чоловіків;  на 100 жінок у віці від 18 років та старших — 97,5 чоловіків також старших 18 років.
Середній дохід на одне домашнє господарство  становив 56 183 долари США (медіана — 38 125), а середній дохід на одну сім'ю — 69 540 доларів (медіана — 49 464). Медіана доходів становила 40 536 доларів для чоловіків та 29 722 долари для жінок. За межею бідності перебувало 12,1 % осіб, у тому числі 16,2 % дітей у віці до 18 років та 8,6 % осіб у віці 65 років та старших.
Цивільне працевлаштоване населення становило 356 осіб. Основні галузі зайнятості: виробництво — 16,6 %, освіта, охорона здоров'я та соціальна допомога — 15,2 %, роздрібна торгівля — 14,0 %.